# Hernandarias (Paraguai)
Hernandarias é um distrito do Paraguai localizado no departamento do Alto Paraná.
O nome do distrito é uma homenagem ao primeiro governador nativo do Paraguai, Hernando Arias de Saavedra. Também faz parte do distrito a localidade de Colonia Acaray.
O município faz parte da conurbação da Região Metropolitana de Ciudad del Este

## Transporte
O município de Hernandarias é servido pela seguinte rodovia:
- Supercarretera Itaipu, que liga Ciudad del Este à Ruta 10, no Departamento de Canindeyú. Também  dá acesso a cidade de Santa Fe del Paraná[1][2][3]

Hernandarias não possui aeroporto, sendo servida pelo Aeroporto Internacional Guaraní, localizado no município da Grande Ciudad del Este de Minga Guazú. É a principal via aérea de comunicação e o segundo aeroporto mais importante do país, depois do Aeroporto Silvio Pettirossi, está a 20 minutos do centro da cidade. O aeroporto oferece voos diários para Assunção.